# 城巴97A線
城巴97A線是香港南區一條已停辦的巴士路線，來往鴨脷洲大街／利東邨和深灣，途經黃竹坑，設有三種走線於不同時段服務：
- 星期一至六09:00前，循環來往利東邨及深灣，經海洋公園道及警校道；
- 星期一至六09:00後至10:00，以及星期一至五下午繁忙時間，循環來往鴨脷洲大街及深灣，經利東邨，不經海洋公園道及警校道；及
- 星期一至五上午特別班次，由鴨脷洲大街開出後經利東邨、海洋公園道及警校道，至深灣折返利東邨。

## 歷史
- 1989年7月3日：投入服務，由中華巴士營辦，收費$1.2，初時提供平日早上由利東單向往黃竹坑的服務。
- 1993年9月1日：由城巴接辦。
- 1995年1月23日：改為循環線。
- 1996年8月1日：增派空調巴士行走。
- 1997年：改為全空調服務。
- 2000年10月3日：提升至平日早上至黃昏服務。
- 2002年1月27日：配合在黃竹坑深灣道的雅濤閣入伙，提升為每天早上至黃昏服務，並繞經設於雅濤閣地下的深灣公共運輸交匯處。
- 2014年1月13日：改為祇於星期一至五上下午繁忙時間及星期六上午繁忙時間提供服務，其他時段由96、97與48線的八達通轉乘計劃取代。
- 2017年4月24日：因應南區巴士路線重組，本線調整班次[1]。
- 2017年6月26日：本線再度調整班次[2]。
- 2018年3月26日：增設實時抵站時間查詢服務。
- 2020年12月21日：受疫情影響，下午班次暫停服務。[3]
- 2021年8月30日：因客量不足而取消服務。[4]

## 服務時間及班次
| 利東邨／鴨脷洲大街開 | 利東邨／鴨脷洲大街開       | 利東邨／鴨脷洲大街開 | 利東邨／鴨脷洲大街開 |            |
| 日期                 | 開出時間                   | 起點站               | 終點站               |            |
| -------------------- | -------------------------- | -------------------- | -------------------- | ---------- |
| 星期一至五           | 06:30、07:00、07:15        | 利東邨               | 利東邨               |            |
| 星期一至五           | 07:25                      | 鴨脷洲大街           | 利東邨               |            |
| 星期一至五           | 08:00、08:35               | 利東邨               | 利東邨               |            |
| 星期一至五           | 09:05、09:35、10:00        | 鴨脷洲大街           | 鴨脷洲大街           | 鴨脷洲大街 |
| 星期一至五           | 16:00、16:30、17:00、17:30 | 鴨脷洲大街           | 鴨脷洲大街           | 鴨脷洲大街 |
| 星期一至五           | 18:15、19:00               | 鴨脷洲大街           | 鴨脷洲大街           | 鴨脷洲大街 |
| 星期六               | 06:30、07:15、08:00、08:40 | 利東邨               | 利東邨               |            |
| 星期六               | 09:20、10:00               | 鴨脷洲大街           | 鴨脷洲大街           |            |

星期日及公眾假期不設服務

## 收費
全程：$2.9
| - 本線設有12歲以下小童及65歲或以上長者半價優惠。 - 65歲或以上香港居民使用「樂悠咭」，以及12歲以下合資格殘疾兒童使用「殘疾人士身份」個人八達通繳付車資，均可享有每程$2.0或半價（以較低者為準）的票價優惠；12至64歲合資格殘疾人士使用「殘疾人士身份」個人八達通（包括「樂悠咭」），以及60至64歲香港居民使用「樂悠咭」繳付車資，均可享有每程$2.0或全費（以較低者為準）的票價優惠。 - 65歲或以上長者如使用長者或一般個人八達通繳付車資，則只可享有半價優惠；12至64歲合資格殘疾人士如不使用「殘疾人士身份」個人八達通，以及60至64歲人士如不使用「樂悠咭」繳付車資，必須繳付全費。 - 乘客可以現金或八達通於上車時付款，不設找續。 - 每位成人乘客可免費攜帶最多兩名4歲以下而不佔座位的兒童乘客乘車，超額之4歲以下小童必須繳付小童車費乘車。 - 九龍巴士、城巴及龍運巴士全職員工及家屬（不包括外判職員）可免費乘搭本路線，惟必須拍職員或職員家屬八達通。 - 乘客亦可使用AlipayHK「易乘碼」、支付寶、WeChatHK／微信支付「搭車碼」、銀聯雲閃付「乘車碼」及BOC Pay「乘車碼」、具有感應式支付功能的VISA、Mastercard及銀聯卡，以及Apple Pay、Google Pay及Samsung Pay流動支付平台繳付車資。使用此支付方式的乘客可享有中途下車之分段收費，以及與其他城巴獨營路線或聯營線城巴班次之轉乘優惠，惟不適用於與非城巴路線之轉乘優惠。乘客亦不能享有「公共交通費用補貼計劃」及「長者及合資格殘疾人士公共交通票價優惠計劃」。 |

### 八達通轉乘優惠
乘客登上本線後指定時間內以同一張八達通卡轉乘以下路線，或從以下路線登車後指定時間內以同一張八達通卡轉乘本線，次程可獲車資折扣優惠：
97A←→48、71、76、90、90B、95C、99
- 97A往鴨脷洲大街 → 48往華富或71往上環，回贈首程車資，轉乘時限為60分鐘
- 48往深灣或71往黃竹坑 → 97A往深灣，次程車資全免，轉乘時限為90分鐘
- 97A往深灣 → 76往銅鑼灣、90往中環或{{|99}}往筲箕灣，回贈首程車資，轉乘時限為60分鐘
- 76往石排灣、90往鴨脷洲邨或99往海怡半島 → 97A往鴨脷洲大街，次程車資全免，轉乘時限為90分鐘
- 97A任何方向 → 90B往金鐘，回贈首程車資，轉乘時限為60分鐘
- 90B往海怡半島 → 97A任何方向，次程車資全免，轉乘時限為90分鐘
- 97A往鴨脷洲大街 → 95C往鴨脷洲邨，次程車資全免，轉乘時限為60分鐘
- 95C往置富 → 97A往深灣，次程車資全免，轉乘時限為60分鐘

97A←→73，次程可獲$2折扣優惠，轉乘時限為90分鐘
- 97A往深灣 → 73往赤柱
- 73往數碼港 → 97A往鴨脷洲大街

97A←→973、A10
- 97A往鴨脷洲大街 → 973往尖沙咀，回贈首程車資，轉乘時限為90分鐘
- 973往赤柱 → 97A往深灣，次程車資全免，轉乘時限為120分鐘
- 97A任何方向 → A10往機場，回贈首程車資，轉乘時限為60分鐘
- A10往鴨脷洲 → 97A任何方向，次程車資全免，轉乘時限為120分鐘

## 使用車輛
本線主要使用日修車輛行走，主要用車為亞歷山大丹尼士Enviro 400（70XX）、亞歷山大丹尼士Enviro 500 MMC 11.3米（91XX）、富豪B9TL 11.3米（95XX）及青年JNP6105GR（18XX）。

## 行車路線
利東開經： 利東邨道、鴨脷洲徑、鴨脷洲橋道、鴨脷洲大橋、黃竹坑道、海洋公園道、香葉道、警校道、南朗山道、深灣道、深灣公共運輸交匯處、深灣道、南朗山道、黃竹坑道、鴨脷洲大橋、鴨脷洲橋道、鴨脷洲徑及利東邨道。 
鴨脷洲大街開經：利枝道、鴨脷洲橋道、鴨脷洲徑、利東邨道、鴨脷洲徑、鴨脷洲橋道、鴨脷洲大橋、黃竹坑道、南朗山道、黃竹坑巴士總站、南朗山道、深灣道、深灣公共運輸交匯處、深灣道、南朗山道、黃竹坑道、鴨脷洲大橋、鴨脷洲橋道、鴨脷洲徑、利東邨道、鴨脷洲徑、鴨脷洲橋道及利枝道。

### 沿線車站
| 1*         | 鴨脷洲大街       | 鴨脷洲大街巴士總站 |
| 2*         | 利枝道           | 鴨脷洲橋道         |
| 3*         | 鴨脷洲徑         | 鴨脷洲橋道         |
| 4          | 利東邨東興樓     | 利東邨道           |
| 5          | 利東街市         | 利東邨道           |
| 6          | 漁安苑           | 利東邨道           |
| 鴨脷洲大橋 |                  |                    |
| 7          | 甄沾記大廈       | 黃竹坑道           |
| ^          | 業興街           | 黃竹坑道           |
| ^          | 香港醫學專科學院 | 海洋公園道         |
| ^          | 警校道           |                    |
| 8          | 陳白沙紀念中學   | 南朗山道           |
| 9          | 深灣             | 深灣公共運輸交匯處 |
| 10         | 南朗山道熟食市場 | 南朗山道           |
| 11         | 南朗山道         | 黃竹坑道           |
| 12         | 勝利工廠大廈     | 黃竹坑道           |
| 鴨脷洲大橋 |                  |                    |
| 13         | 香港真光書院     | 利東邨道           |
| 14         | 利東邨東興樓     | 利東邨道           |
| 15*        | 利東街市         | 利東邨道           |
| 16*        | 鴨脷洲徑         | 鴨脷洲橋道         |
| 17*        | 鴨脷洲大街       | 鴨脷洲大街巴士總站 |

註：

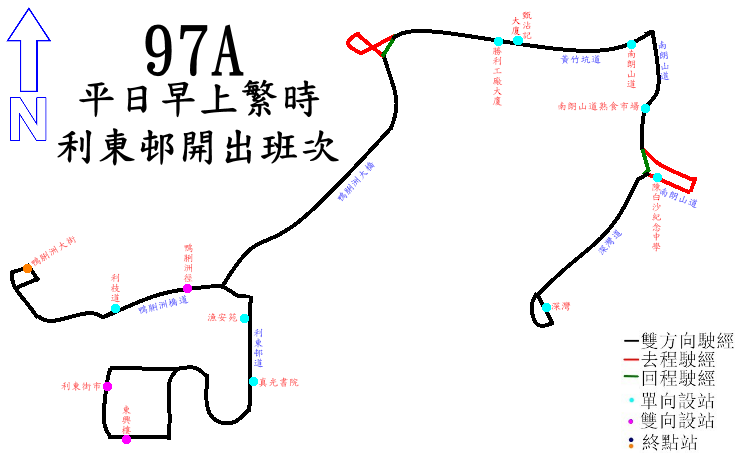
此線平日早上尖峰時間的走線圖

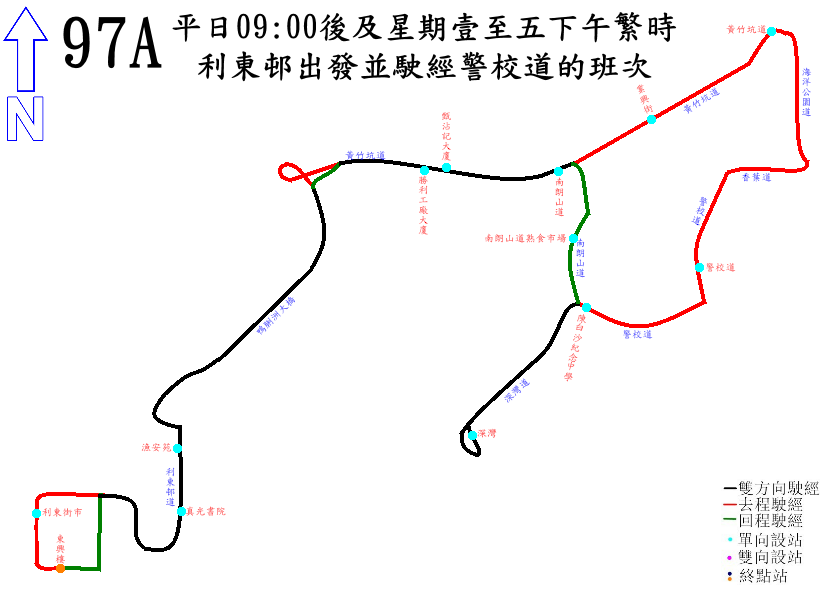
此線平日早上尖峰時間過後的走線圖

1. 有 * 號之車站祇限由鴨脷洲大街開出的班次停靠
2. 有 ^ 號之車站祇限由利東邨開出的班次及星期一至五鴨脷洲大街開07:25的停靠

## 外部連結
- 城巴97A線 利東開 （页面存档备份，存于）
- 城巴97A線 鴨脷洲大街開[]
- 681巴士總站 城巴97A線 （页面存档备份，存于）